# 金鸡乡 (大竹县)
金鸡乡，是中华人民共和国四川省达州市大竹县已撤销的一个乡。位于铜锣山脉中段，与高穴镇、妈妈镇、文星镇及邻水县新镇接壤，距大竹县城南段离县城25公里处，在竹石公路旁。
2019年12月，撤销金鸡乡，将其所属行政区域划归妈妈镇管辖。

## 乡情概况
辖区面积37.6平方公里，辖6个行政村，44个村民小组，3091户居民，常住人口10756人。有耕地11363亩；成片森林29000亩，其中用材林27000亩，经济林1500亩，长防林500亩；竹林4000亩。气候温和，交通便捷，境内有县道公路7公里，村道公路 29.7 公里，达到了村村相通，四通八达。

## 自然资源
水源丰富，电力充沛，通讯发达。矿产资源有煤、石灰、碎石等，煤矿资源系红旗井田零星资源，境内储煤量有20万吨余。
该乡地势属于半丘陵半山区，有丰富的水资源，牧草资源以及矿物质资源，有以老龙洞为中心的插香寺、姊妹桂、七碑石、豹子洞、观音寨、青蛙石等为景点的天然的可供开发的旅游资源，2000多亩优质的茶树资源，并且境内早以实现了村村通公路，交通方便，道路畅通。

## 经济社会发展
农业综合开发项目的竣工大力改善了全乡丘陵地区生产、生活环境，改变了投资环境。乡政府驻地刘家沟场镇和红光新村发展迅速，红光新村已形成了一个集居家、休闲于一体的新农村亮点。教育事业健康发展，学校周边环境改善，教育教学质量提高；文化、广播、卫生和民政优抚工作扎实，公民道德建设加强，人民健康水平提高，双拥工作扎实，弱势群体得到关爱。大力宣传普及有线电视，人民生活不断提高，社会稳定，人心安定，人民安居乐业。

## 行政区划
金鸡乡撤销前下辖以下地区：
街道社区、刘家村、花楼村、红光村、金鸡村、尖山村和铁龙村。